# Rio Gibe
O Rio Gibe é um curso de água do sudoeste da Etiópia, afluente do rio Omo, e não é navegável. Este rio corre para oeste do Mangue Chomen, fluindo depois para o sudeste até sua confluência com o rio Omo nas coordenadas 8° 19'N 37° 28'E.
Entre os rios seus tributários estão o rio Amara, o rio Alanga e o rio Gilgel Gibe. A área de drenagem do sul do Gibe inclui a histórica Região de Gibe, onde existiram o antigo Reino do Oromo e o Reino de Sidama.
Apesar das suas margens e bacias hidrográficas terem sido habitadas desde tempos imemoriais, é mencionado pela primeira vez na Royal Crônica do Imperador Sarsa Dengel, que fez campanhas militares para o norte dos seus territórios em 1566.
O primeiro europeu a ver o rio Gibe foi o português António Fernandes, jesuíta que veio a falecer em Goa a 12 de novembro de 1642. António Fernandes atravessou este rio em 1613 quando deixou Ennarea e entrou no Reino Janjeroe. Na altura descreveu o rio dizendo que tinha "mais água do que o Nilo". nenhum outro europeu visitou o Gibe até ao século XIX. Só chegaram noticias dele pelos viajantes nativos que circulavam pela região.